# Andrena induta
Andrena induta är en biart som beskrevs av Morawitz 1895. Andrena induta ingår i släktet sandbin, och familjen grävbin. Inga underarter finns listade i Catalogue of Life.